# Cronologia da descoberta de partículas
Esta é a cronologia da descoberta de partículas subatómicas e das partículas que até agora parecem ser partículas elementares. Ela também inclui a descoberta de partículas compostas e antipartículas que tiveram uma particular importância histórica.
- 1895: Raio-X produzido por Wilhelm Röntgen (mais tarde identificado como fotão)[1]
- 1897: Electrão descoberto por  J.J. Thomson[2]
- 1899: Partícula alfa descoberto por Ernest Rutherford nas radiações do urânio[3]
- 1900: Raio gama (um fotão de grande energia descoberto por Paul Villard no decaimento do urânio.[4]
- 1911: Núcleo atómico identificado por Ernest Rutherford, baseado no dispersão observada por Hans Geiger e Ernest Marsden.[5]
- 1919: Protão descoberto por Ernest Rutherford[6]
- 1932: Neutrão descoberto por James Chadwick[7] (predito por Rutherford em 1920[8])
- 1932: Antielectrão (ou positrão)  a primeira antipartícula, descoberta por Carl D. Anderson[9] (proposto por Paul Dirac em 1927)
- 1937: Muão (o mu leptão) descoberta por Seth Neddermeyer, Carl D. Anderson, J.C. Street, e E.C. Stevenson, utilizando uma câmara de nuvens para medir os raios cósmicos[10]  (foi confundido com o pion até a descoberta deste em 1947.[11])
- 1947: Píon (or pi mesão) descoberta por Cecil Powell (predito por Hideki Yukawa) em 1935[12])
- 1947: Káon (ou K mesão), a primeira partícula estranha, descoberta por G.D. Rochester e C.C. Butler[13]
- 1955: Antiprotão descoberto por Owen Chamberlain, Emilio Segrè, Clyde Wiegand e Thomas Ypsilantis[14]
- 1956: Elétron-neutrino detectado por Frederick Reines e Clyde Cowan (proposto por  Wolfgang Pauli em 1931 para explicar a aparente violação da conservação de energia no decaimento beta )[15] Na altura era chamado só como neutrino porque só se conhecia um.
- 1962: Múon-neutrino (ou mu neutrino) foi demonstrado ser distinto do Elétron-neutrino por um grupo chefiado por Leon Lederman[16]
- 1969: Párton (constituinte interno do hadrão) observado na experiências da dispersão inelástica profunda entre protãos e electrão no SLAC;[17][18]  isto estava associado com o modelo quark (predito por Murray Gell-Mann e George Zweig em  1964) e que constitui a descoberta do quark u, quark d e quark s.
- 1974: J/ψ mesão descoberto pelo grupo chefiado por Burton Richter e Samuel Ting, demonstrando a existência do  quark c[19][20] (proposto por James Bjorken e Sheldon Lee Glashow em  1964[21])
- 1975: Tauon (ou tau lepton) descoberto por um grupo chefiado por Martin Perl[22]
- 1977:  Mesão Upsilon  descoberto no Fermilab, demonstrando a existência do  quark b[23] (proposto por Kobayashi e Maskawa em 1973)
- 1979: Gluão observado indirectamente no  (página En) en DESY[24]
- 1983: Bósons W e Z descoberto por Carlo Rubbia, Simon van der Meer, na experiência UA1 no CERN[25][26] (predito em detalhe por Sheldon Glashow, Abdus Salam, e Steven Weinberg)
- 1995: quark t descoberto no Fermilab[27][28]
- 1995: Anti-hidrogénio produzido e medido na  experiência LEAR no CERN[29]
- 2000: Tau-neutrino observado directamente no Fermilab[30]

Referência Geral